# Cales orchamoplati
Cales orchamoplati is een vliesvleugelig insect uit de familie Aphelinidae. De wetenschappelijke naam is voor het eerst geldig gepubliceerd in 1988 door Viggiani & Carver.